# Nancy Price
Pour les articles homonymes, voir Price.
Lilian Nancy Bache Price est une actrice et écrivaine britannique née le 3 février 1880 à Kinver (Angleterre) et morte le 31 mars 1970 à Worthing (Angleterre). Elle est commandeur de l'Empire britannique.

## Biographie
Elle est la fille de William Henry Price et Sarah Julia Mannix, agriculteurs.
Le 17 mai 1907, elle se marie avec Charles Maude, le petit-fils de la cantatrice Jenny Lind. Ils restent ensemble jusqu'à sa mort en 1943. Ils ont deux filles Joan Maude (en) et Elizabeth Maude.
Elle débute au théâtre en 1900 avec une pièce de Shakespeare, dans la compagnie de Frank Benson (en).
En 1902, elle obtient un nom dans le milieu du théâtre lorsqu'elle joue Calypso dans la pièce Ulysses de Stephen Phillips (en).
Lors de la Première Guerre Mondiale, Nancy se déguise en homme et sert à bord d'un bateau de guerre.
En 1930, Nancy fonde la compagnie People's National Theatre à Londres. Ils débutent avec la relance de The Man from Blankey's d'Anstey au Fortune Theatre de Londres. Elle produit alors plus de 50 pièces pour la compagnie au Little Theatre, et ce jusqu'à la destruction de ce dernier par une bombe en 1941. 
En 1939, Nancy Price joue le rôle principal dans Mrs Van kleek de Elinor Mordaunt (en). Le 16 avril, la reine Mary de Teck assiste à la pièce au théâtre Playhouse.  
Nancy Price donna sa dernière performance dans la pièce The Orange Orchard d'Eden Phillpott en 1950. La même année, elle est sacrée commandeur de l'Empire britannique.
Elle meurt le 31 mars 1970 en laissant pour instruction à son docteur d' « ouvrir une veine pour s'assurer que je sois morte » (« Open a vein to make certain I am dead »)

## Théâtre

### Comédienne
- 1900 : Périclès, prince de Tyr de Shakespeare, dans le rôle de Diana.
- 1900 : Macbeth de Shakespeare, dans le rôle de Hecate.
- 1902 : Ulysses de Stephen Phillips (en), mis en scène par Herbert Beerbohm Tree, dans le rôle de Calypso[7].
- 1902-03 : The Eternal City de Hall Caine, dans le rôle de Princesse Bellini.
- 1903 : A Snug Little Kingdom de Mark Ambient (en), dans le rôle de Sister Hope.
- 1903 : The Two Mr. Wetherbys de St. John Emile Clavering Hankin (en), dans le rôle de Constantia.
- 1903-04 : Letty de Arthur Wing Pinero, dans le rôle de Hilda Gunning[8].
- 1904 : The Chevalier d'Henry Arthur Jones (en), dans le rôle de Mrs Fulks-Meesom[9].
- 1908 : The Gay Lord Quex de Arthur Wing Pinero, dans le rôle de Sophy Fullgarney.
- 1908-1909 : A Modern Aspasia de Hamilton Fyfe (en), dans le rôle de Muriel Meredith.
- 1909 : One of the Best de Seymour Hicks, dans le rôle d'Esther Coventry.
- 1909 : The Fountain de George Calderon (en), dans le rôle de Dinah Kippin.
- 1909-1910 : The Whip d'Henry Hamilton (en) et Cecil Raleigh (en), dans le rôle de Mrs. D'Aquila.
- 1911 : The Vision of Delight de Ben Jonson, dans le rôle d'une des Douze Heures.
- 1911 : The First Actress de Christabel Marshall, dans le rôle de Margaret Hughes.
- 1911 : Le Marchand de Venise de Shakespeare, dans le rôle de Portia.
- 1915-1915 : Richard III de Shakespeare.
- 1923 : Outward Bound de Sutton Vane, dans le rôle de Mrs. Cliveden-Banks.
- 1923-1924 : Ambush de Arthur Richman, dans le rôle d'Harriet Nichols.
- 1925 : Enrico IV de Luigi Pirandello, dans le rôle dela marquise Mathilda Spina.
- 1925 : And That's the Thruth (If You Think it is) de Luigi Pirandello, dans le rôle de Signora Frola[10].
- 1925 : Gloriana  de Nathaniel Lee, dans le rôle de la Princesse Elizabeth.
- 1931 : The Silver Box de John Galsworthy, dans le rôle de Mrs. Jones.
- 1931 : Salome de Oscar Wilde, dans le rôle de Herodias.
- 1932 : Trifles de Susan Glaspell, dans le rôle de Mrs. Hale.
- 1932 : Alison's House de Susan Glaspell, dans le rôle de Miss Agatha.
- 1934 : Nurse Cavell de C. E. Bechhofers Roberts et C.S. Forester, dans le rôle d'Edith Cavell.
- 1934 : The Life That I Gave Him de Luigi Pirandello, dans le rôle de Don'Anna Luna.
- 1939 : Mrs Van kleek de Elinor Mordaunt (en), dans le rôle de Mrs. Van Kleek.
- 1941-1942 : Whiteoaks de Nancy Price et Mazo De la Roche.
- 1943 : Vintage Wine d'Alexander Engel et d'après Der ewige Juengling de Marie-Louise Von Franz, dans le rôle de Madame Popinot.
- 1943-1944 : John Gabriel Borkman d'Henrik Ibsen dans le rôle de Mrs. Patrick Campbell[11].
- 1950 : The Orange Orchard de Nancy Price et Eden Phillpotts, dans le rôle de Martha Blanchard.

## Filmographie

### Actrice
- 1916 : The Lyons Mail (en) de Fred Paul (en), dans le rôle de Janette.
- 1921 : Belphegor the Mountebank (en) de Bert Wynne (en), dans le rôle de la Comtesse de Blangy.
- 1923 : Love, Life and Laughter de George Pearson, dans le rôle de l'amie de la femme de Balloon-Blower.
- 1923 : The Woman Who Obeyed (en) de Sydney Morgan, dans le rôle de la gouvernante.
- 1923 : Comin' Thro' the Rye (en) de Cecil Hepworth, dans le rôle de Mrs.Titmouse.
- 1923 : Bonnie Prince Charlie de Charles Calvert, dans le rôle de Lady Kingsburgh.
- 1927 : Huntingtower (en) de George Pearson, dans le rôle de Mrs. Moran.
- 1928 : His House in Order (en) de Randle Ayrton (en) , dans le rôle de Lady Ridgeley.
- 1928 : The Price of Divorce (en) de Sinclair Hill, dans le rôle de la tante.
- 1929 : The American Prisoner de Thomas Bentley, dans le rôle de Lovey Lee.
- 1930 : The Loves of Robert Burns (en) de Helbert Wilcox, dans le rôle de Posie Nancy.
- 1930 : La Maison de Troie (en) de  Robert Z. Leonard[12].
- 1931 : The Speckled Band de Jack Raymond, dans le rôle de Mrs. Staunton.
- 1932 : Down Our Street (en) de Harry Lachman, dans le rôle de Annie Collins.
- 1934 : The Crucifix de G. B. Samuelson (en), dans le rôle de Miss Bryany.
- 1938 : Will Shakespeare (téléfilm) dans le rôle de la Reine Élisabeth
- 1940 : Sous le regard des étoiles de Carol Reed, dans le rôle de Martha Fenwick.
- 1940 : Dead Man's Shoes (en) de Thomas Bentley, dans le rôle de Madame Pelletier.
- 1942 : Service secret de Harold French, dans le rôle de Violette.
- 1945 : La Madone aux deux visages (en) de Arthur Crabtree, dans le rôle de Mama Barucci.
- 1945 : I Live in Grosvenor Square de Herbert Wilcox, dans le rôle de Mrs. Wilson.
- 1945 : Je sais où je vais de Michael Powell, dans le rôle de Mrs. Crozier.
- 1946 : Carnival de Stanley Haynes (en), dans le rôle de Mrs. Trewhella.
- 1947 : The Master of Bankdam (en) de Walter Forde, dans le rôle de Lydia Crowther.
- 1948 : The Three Weird Sisters (en) de Daniel Birt, dans le rôle de Gertrude Morgan-Vaughan.
- 1948 : Nurse Cavell (téléfilm), dans le rôle de Edith Cavell.
- 1949 : Down Our Street (téléfilm), dans le rôle de Annie Collins.
- 1950 : Thérèse Raquin (téléfilm), dans le rôle de Madame Raquin.
- 1950 : Maria Chapdelaine de Marc Allégret, dans le rôle de Thérésa Suprenant.
- 1952 : La Merveilleuse Histoire de Mandy de Alexander Mackendrick, dans le rôle de Jane Ellis.

### Pièces de théatre
- 1936 : Whiteoaks, écrite avec Mazo De la Roche, Londres, Macmillan.
- 1951 : The Orange Orchard, écrite avec Eden Phillpotts, Londres, Samuel French, 57p.

### Essais, poésie et mémoires
- 1912 : Behind the Night-Light: the by-world of a child of three, Londres, John Murray, 50p.
- 1914 : Vagabond's Way : Haphazard Wanderings on the Fells, Londres, John Murray, 246p.
- 1935 : Shadows on the Hills, Londres, Allen & Unwin, 320p.
- 1937 : The Gull's Way, Londres, Victor Gollancz, 319p.
- 1940 : Nettles and Docks, Londres, G. Allen & Unwin, 232p.
- 1942 : Jack by the Hedge, Londres, Frederick Muller, 245p.
- 1944 : I Had a Comrade "Buddy", Londres, Allen & Unwin, 79p.
- 1944 : Hurdy-Gurdy, Londres, Frederick Muller, 47p.
- 1945 : Tails and Tales, Londres, Allen & Unwin, 135p.
- 1947 : Where the Skies Unfold, Birmingham, George Ronalds, 93p.
- 1947 : Wonder of Wings : A Book About Birds, Londres, Victor Gollancz, 253p.
- 1949 : Acquainted With the Night : A Book of Dreams, Oxford, George Ronalds, 155p.
- 1950 : Ta-mera, Londres, Hutchinson (maison d'édition) (en), 208p.
- 1952 : Bright Pinions, Oxford, George Ronald, 171p.
- 1953 : Feathered Outlaws, Worthing, Henry E. Walker, 128p.
- 1953 : In Praise of Trees : An Anthonology for Friends, Londres, Frederick Muller, 64p.
- 1953 : Into an Hour-Glass, Londres, Museum Press (en), 245p.
- 1954 : Pagan's Progress : High Days and Holy Days, Londres, Museum Press (en), 160p.
- 1955 : The Heart of a Vagabond, Londres, Museum Press (en), 191p.
- 1957 : I Watch and Listen, Londres, The Bodley Head, 160 p.
- 1959 : Winger Builders : A Book of Bird Lore, Londres, George Ronald, 240p.
- 1960 : Each in His Own Way : Personalities I Have Valued, Londres, Frederick Muller, 188p.